# 동시이행의 항변권
동시이행의 항변권(同時履行의 抗辯權) 혹은 계약불이행의 항변권은 쌍무계약에서 당사자 일방이 동시이행에 있는 상대방의 채무이행이 없음을 이유로 자신의 채무이행을 거절할 수 있는 권능으로 불안의 항변권이라고도 한다. 상환의 원칙에 기초한 조항으로서, 대한민국의 경우 대한민국 민법 제536조에 규정하고 있다. 동시이행의 항변권은 쌍방의 채무가 동일한 쌍무계약으로부터 발생하고, 변제기가 도래하였으나 상대방이 채무의 이행 또는 이행의 제공을 하지 않는 경우에 발생하는 항변권이다.

## 입법 취지
대가적 채무는 상환으로 이행되어야 한다는 원칙(상환의 원칙)에 기초한 것이다. 따라서, 쌍무계약에만 적용되며, 편무계약에는 적용되지 않는다. 상환의 원칙은 먼저 각 당사자는 상대방으로부터 반대급부를 받지 못한 상태에서 자신의 채무를 이행하여야 할 위험으로부터 보호된다는 담보적 기능을 하며, 또한 상대방의 이행을 촉구하는 압력수단으로서도 기능한다

## 성립 요건
민법 제536조 (동시이행의 항변권)
①쌍무계약의 당사자일방은 상대방이 그 채무이행을 제공할때까지 자기의 채무이행을 거절할 수 있다. 그러나 상대방의 채무가 변제기에 있지 아니하는 때에는 그러하지 아니하다.

②당사자일방이 상대방에게 먼저 이행하여야 할 경우에 상대방의 이행이 곤란할 현저한 사유가 있는 때에는 전항 본문과 같다.

매매계약 등은 쌍무계약으로서 매도인은 매수인에게 목적물을 인도하는 채무를 지며 매수인은 매도인에게 대금을 지급하는 채무를 진다. 그러므로 가령 핸드백의 매도인이 매수인으로부터 핸드백의 인도채무의 이행을 청구받았다면 매도인은 매수인의 대금지급 채무의 이행과 동시에 또는 적어도 이행의 준비완료(이행의 제공)가 있기까지는 인도채무의 이행을 거절할 수가 있어야 한다. 이것이 동시이행의 항변인데 매도인이 이 항변을 내세우려면 매수인의 채무도 이행기에 도달해 있음을 요한다(536조). 그러나 같은 쌍무계약에서도 차임(借賃)·노임·위임의 보수·보관료 등의 경우는 후급의 규정이 있기 때문에(633조, 656조, 665조, 686조 2항, 701조) 동시이행을 문제삼을 여지가 없다. 매도인이 먼저 이행한다는 선이행의 특약이 있는 경우의 매도인에게도 동시이행의 항변권은 없다. 그러나 벌써 매수인의 자산 상태가 악화되고, 후일의 대금지급이 기대될 수 없다면 역시 일종의 항변권을 인정해야 할 것이다. 또 대금선급의 경우의 매수인이라도 목적물의 소실 등으로 매도인의 이행불능이 확실하게 되면 동시이행의 항변만 할 것이 아니라 계약해제를 하면 된다(546 참조). 법원은 이행을 청구받은 피고의 패소의 판결이 아니라 피고의 급부(이행)와 상환(相換)으로 급부해야 한다는 취지(상환적 급부)의 판결을 한다. 그리고 이 판결에 의거해서 피고가 강제집행을 하는 데에는 피고의 채무의 제공을 요한다. 제공을 요하지 않는 청구에는 응하지 않아도 이행지체가 아니 되므로 계약해제는 할 수 없다(544조 참조).

## 상계와의 관련
제3채무자의 압류채무자에 대한 자동채권이 수동채권인 피압류채권과 동시이행의 관계에 있는 경우에는, 압류명령이 제3채무자에게 송달되어 압류의 효력이 생긴 후에 자동채권이 발생하였다고 하더라도 제3채무자는 동시이행의 항변권을 주장할 수 있고 따라서 그 채권에 의한 상계로 압류채권자에게 대항할 수 있는 것으로서, 이 경우에 자동채권이 발생한 기초가 되는 원인은 수동채권이 압류되기 전에 이미 성립하여 존재하고 있었던 것이므로, 그 자동채권은 민법 제498조 소정의 "지급을 금지하는 명령을 받은 제3채무자가 그 후에 취득한 채권"에 해당하지 않는다고 봄이 상당하다.— 대법원 1993.9.28. 선고 92다55794 판결

## 유치권과의 비교
유치권은 물권으로서 유치물의 반환을 청구하는 모든 사람에게 대항할 수 있는 대세적 효력(절대적 효력)이 있는 반면， 동시이행의 항변권은 쌍무계약에 있어서 상대방의 채권의 행사에 대하여 그 작용을 저지할 수 있는 당사자 일방이 갖는 채무에 따르는 권능으로서 상대방(채권자) 이외의 자에 대하여는 원용하지 못하는 대인적 효력(상대적 효력)만 있다.

## 영미법
동시적 조건(concurrent condition)의 법리가 있다. 상품의 인도와 대금의 지급은 동시적 조건에 있다.(Sale of Goods Act. Uniform Sales Act)

## 사례
A사는 B사를 상대로 풍력발전기 도급계약이 체결돼 선급금을 지급했음에도 풍력발전기를 납품하지 않았다. B사는 A회사가 대부분 B회사의 자본으로 설립됐으며, 풍력발전기술이 실증 못한 기술로서 애초부터 성공 여부가 불투명했다. A회사가 자본금을 거의 지출해 잔여 공사대금을 지급할 수 없는 사정이었다는 점과 기술의 신뢰성과 경제성이 떨어졌다. 이 사건 공사 중단 무렵 B사의 공사완료 및 인도의무가 먼저 이행기에 도달했고, A사의 잔여공사대금채무가 이행기에 아직 도달하지 않았더라도, A사의 잔여공사대금채무 이행이 곤란한 현저한 사유가 있었다고 봄이 상당하므로 B사는 민법 제536조2항 및 신의칙에 기해 나머지 공사의 이행 및 인도를 거절할 수 있다

## 판례
- 채무자가 채무 전부를 변제한 때에는 채권자에게 채권증서의 반환을 청구할 수 있으며, 제3자가 변제를 하는 경우에는 제3자도 채권증서의 반환을 구할 수 있으나(민법 제475조 참조), 이러한 채권증서 반환청구권은 채권 전부를 변제한 경우에 인정되는 것이고, 영수증 교부의무와는 달리 변제와 동시이행관계에 있지 않고, 한편 파산법 제241조 제2항에서 "파산관재인이 배당을 한 때에는 채권표 및 채권의 증서에 배당한 금액을 기입하고 이에 기명날인하여야 한다."고 규정하고 있지만, 위 규정만으로 채권증서 자체를 배당금 지급(일부 변제)과 동시이행으로 파산관재인에게 교부하여야 할 의무가 인정되는 것은 아니다.[5]
- 동시이행의 항변권은 공평의 관념과 신의칙에 입각하여 각 당사자가 부담하는 채무가 서로 대가적 의미를 가지고 관련되어 있을 때 그 이행에서 견련관계를 인정하여 당사자 일방은 상대방이 채무를 이행하거나 이행의 제공을 하지 아니한 채 당사자 일방의 채무의 이행을 청구할 때에는 자기의 채무이행을 거절할 수 있도록 하는 제도인바, 이러한 제도의 취지에서 볼 때 당사자가 부담하는 각 채무가 쌍무계약에서 고유의 대가관계에 있는 채무가 아니라고 하더라도, 구체적인 계약관계에서 각 당사자가 부담하는 채무에 관한 약정 내용에 따라 그것이 대가적 의미가 있어 이행상의 견련관계를 인정하여야 할 사정이 있는 경우에는 동시이행의 항변권을 인정할 수 있다.[6]
- 쌍무계약에서 일방 당사자의 자기 채무에 관한 이행의 제공을 엄격하게 요구하면 오히려 불성실한 상대 당사자에게 구실을 주는 것이 될 수도 있으므로 일방 당사자가 하여야 할 제공의 정도는 그 시기와 구체적인 상황에 따라 신의성실의 원칙에 어긋나지 않게 합리적으로 정하여야 한다.[7]
- 계속적 거래관계에서 재화나 용역을 먼저 공급한 후 일정 기간마다 거래대금을 정산하여 일정 기일 후에 지급받기로 약정한 경우에 공급자가 선이행의 자기 채무를 이행하고 이미 정산이 완료되어 이행기가 지난 전기의 대금을 지급받지 못하였거나 후이행의 상대방의 채무가 아직 이행기가 되지 아니하였지만 이행기의 이행이 현저히 불안한 사유가 있는 경우에는민법 제536조 제2항및 신의성실의 원칙에 비추어 볼 때 공급자는 이미 이행기가 지난 전기의 대금을 지급받을 때 또는 전기에 대한 상대방의 이행기 미도래채무의 이행불안사유가 해소될 때까지 선이행의무가 있는 다음 기간의 자기 채무의 이행을 거절할 수 있다.[8]
- 매매의 목적이 된 부동산에 관하여 이미 제3자의 처분금지가처분등기나 소유권말소예고등기가 기입되었다 할지라도, 가처분등기는 단지 그에 저촉되는 범위 내에서 가처분채권자에게 대항할 수 없는 효과가 있는 것이고, 예고등기는 등기원인의 무효 또는 취소로 인한 등기의 말소 또는 회복의 소가 제기된 경우에 그 등기에 의하여 소의 제기가 있었음을 제3자에게 경고하여 계쟁 부동산에 관하여 법률행위를 하고자 하는 선의의 제3자로 하여금 소송의 결과 발생할 수도 있는 불측의 손해를 방지하려는 목적에서 하는 것이므로, 위 각 등기에 의하여 곧바로 부동산 위에 어떤 지배관계가 생겨서 소유권등기명의자가 그 부동산을 임의로 타에 처분하는 행위 자체를 금지하는 것은 아니라 할 것이어서, 가처분등기 및 예고등기로 인하여 소유권이전등기절차 이행이 불가능하게 되어 바로 계약이 이행불능으로 되는 것은 아니다.[9]
- 토지의 매도인이 매수인을 상대로 대금지급청구소송을 제기하자 매수인이 매도인으로부터 위 토지의 소유권을 이전받을 때까지 대금을 지급할 수 없다는 취지의 적법한 항변을 하였다면, 법원은 이에 대하여 상환급부판결을 하여야 하고, 위 판결에 기한 강제집행에 있어서 매도인의 소유권이전의무의 이행 또는 이행의 제공은 집행개시의 요건에 해당한다.

- 채권양도는 채권을 그 동일성을 유지한 채로 귀속주체만 변경시키므로 채권이 양도된 경우에도 동시이행관계는 그대로 유지된다.[10]

- 매수인이 선이행하여야 할 중도금지급을 하지 아니한 채 잔대금지급일을 경과한 경우에는 매수인의 중도금 및 이에 대한 지급일 다음 날부터 잔대금지급일까지의 지연손해금과 잔대금지급채무는 매도인의 소유권이전등기의무와 특별한 사정이 없는 한 동시이행관계이다.[11]

- 도급인이 자력부족으로 공사대금의 지급채무를 이행하기 곤란한 현저한 사유가 있는 경우, 수급인은 공사대금의 이행제공이 있을 때까지 공사 완공의무를 거절할 수 있음은 물론이다[12].

- 도급인이 계약 체결 후에 정당한 이유 없이 기성 공사금을 지급하지 아니하고, 이로 인해 수급인이 공사를 계속해서 진행하더라도 그 공사내용에 따르는 공사금의 상당 부분을 약정대로 지급받을 것을 합리적으로 기대할 수 없게 돼 수급인으로 하여금 애초의 계약내용에 따른 선이행의무의 이행을 요구하는 것이 공평에 반하게 됐다면 비록 도급인에게 신용불안 등과 같은 사정이 없다고 해도 수급인은 계속공사의무의 이행을 거절할 수 있다[13]

## 같이 보기
- 쌍무계약
- 이행지체